# 台湾卷瓣兰
台湾卷瓣兰（学名：Bulbophyllum taiwanense）为兰科石豆兰属下的一个种。

## 扩展阅读
- 維基物種上的相關：台湾卷瓣兰